# Richard Montgomery (schip, 1943)

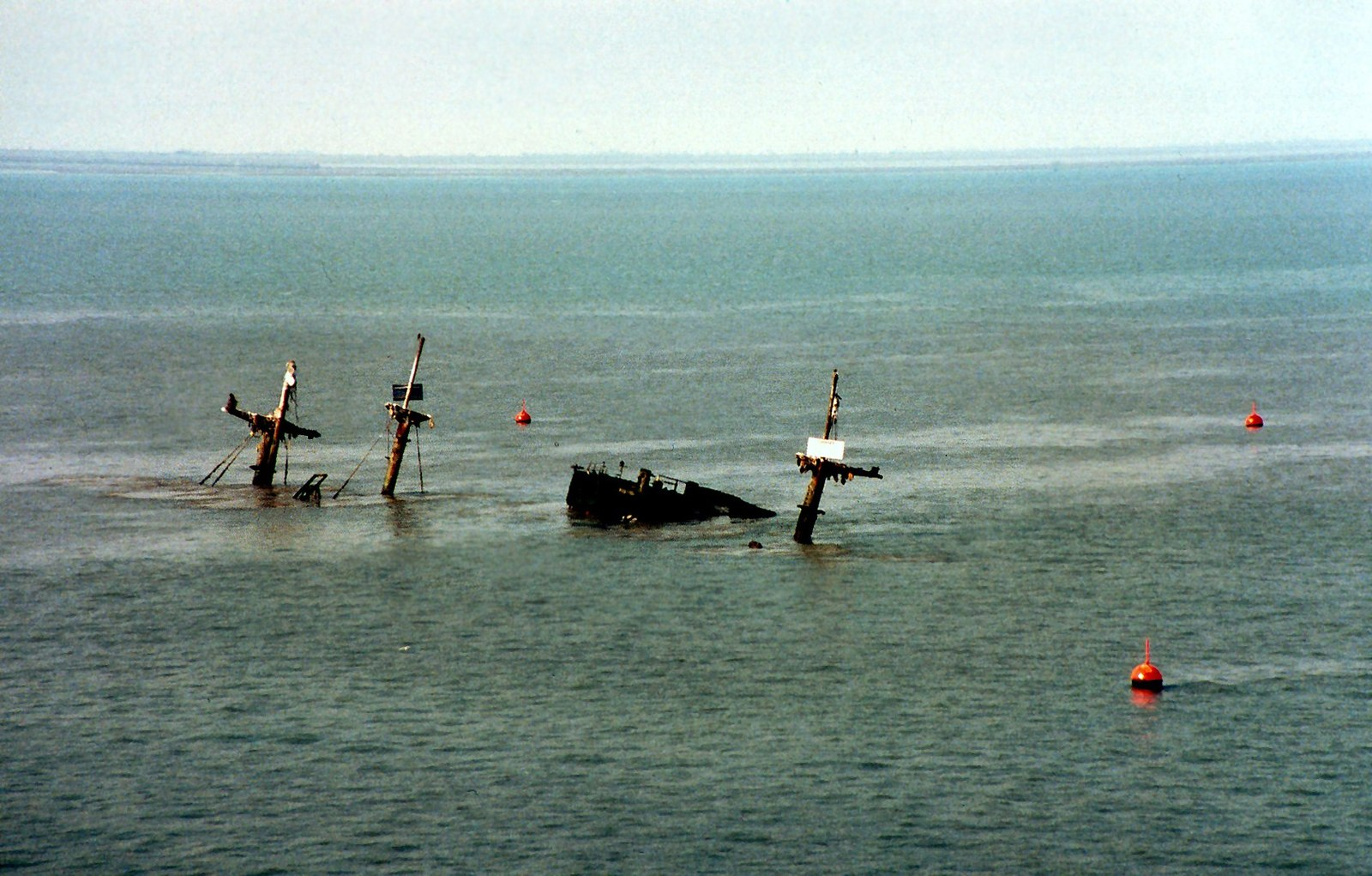
Overzichtsbeeld van het wrak tussen de boeien, met de drie masten en de brug deels boven water (1991).

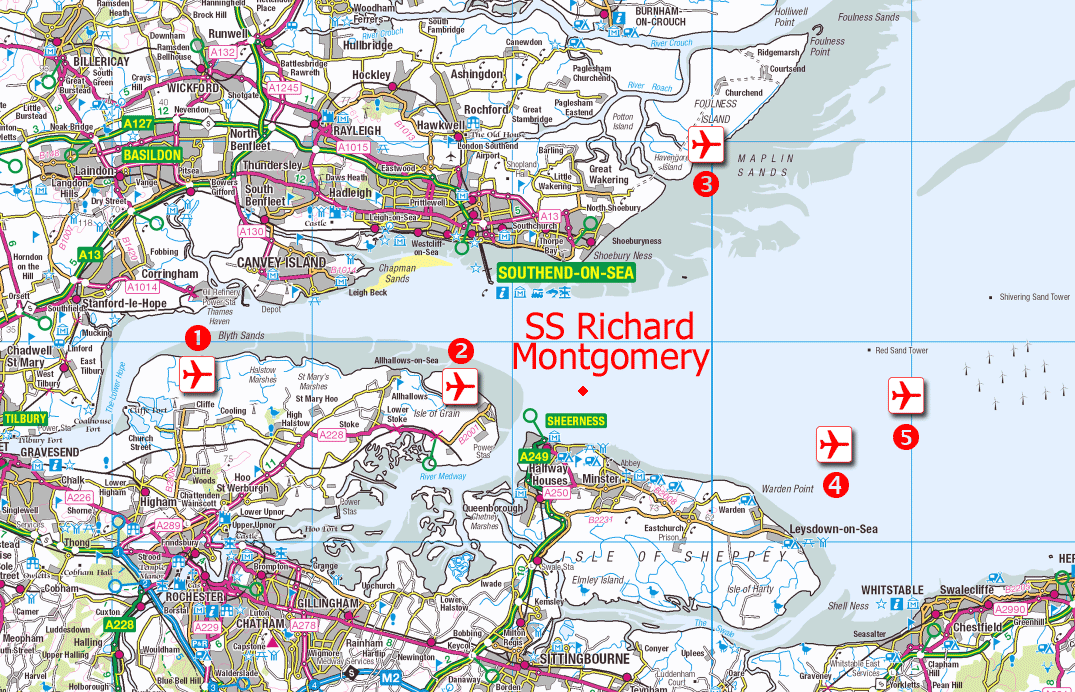
Aanduiding op kaart

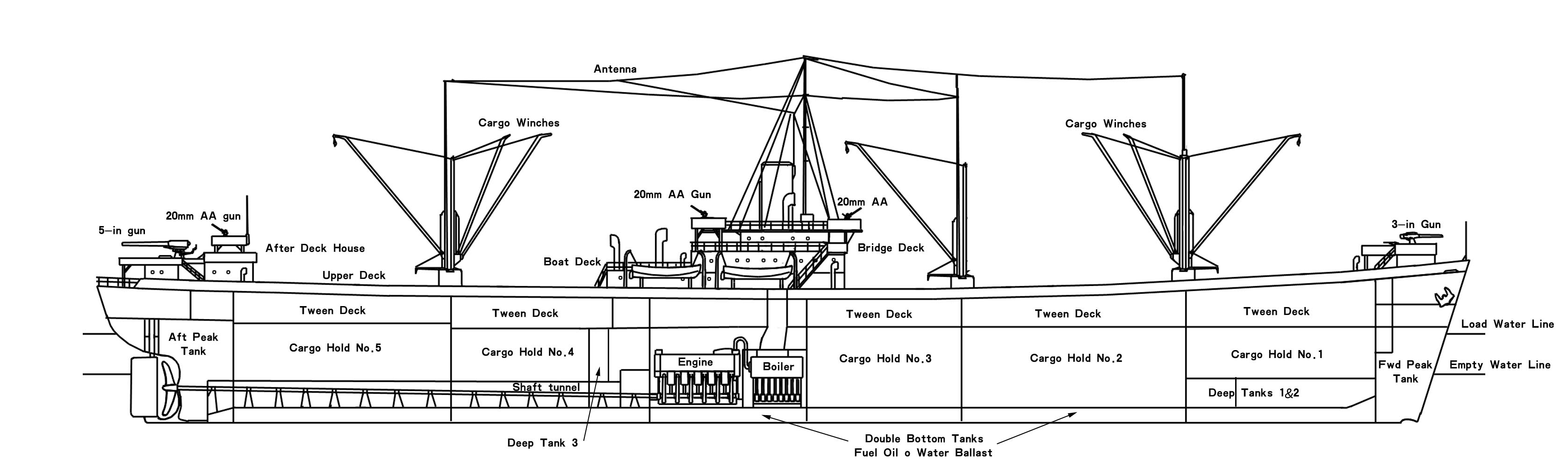
Dwarsdoorsnede van een libertyschip.

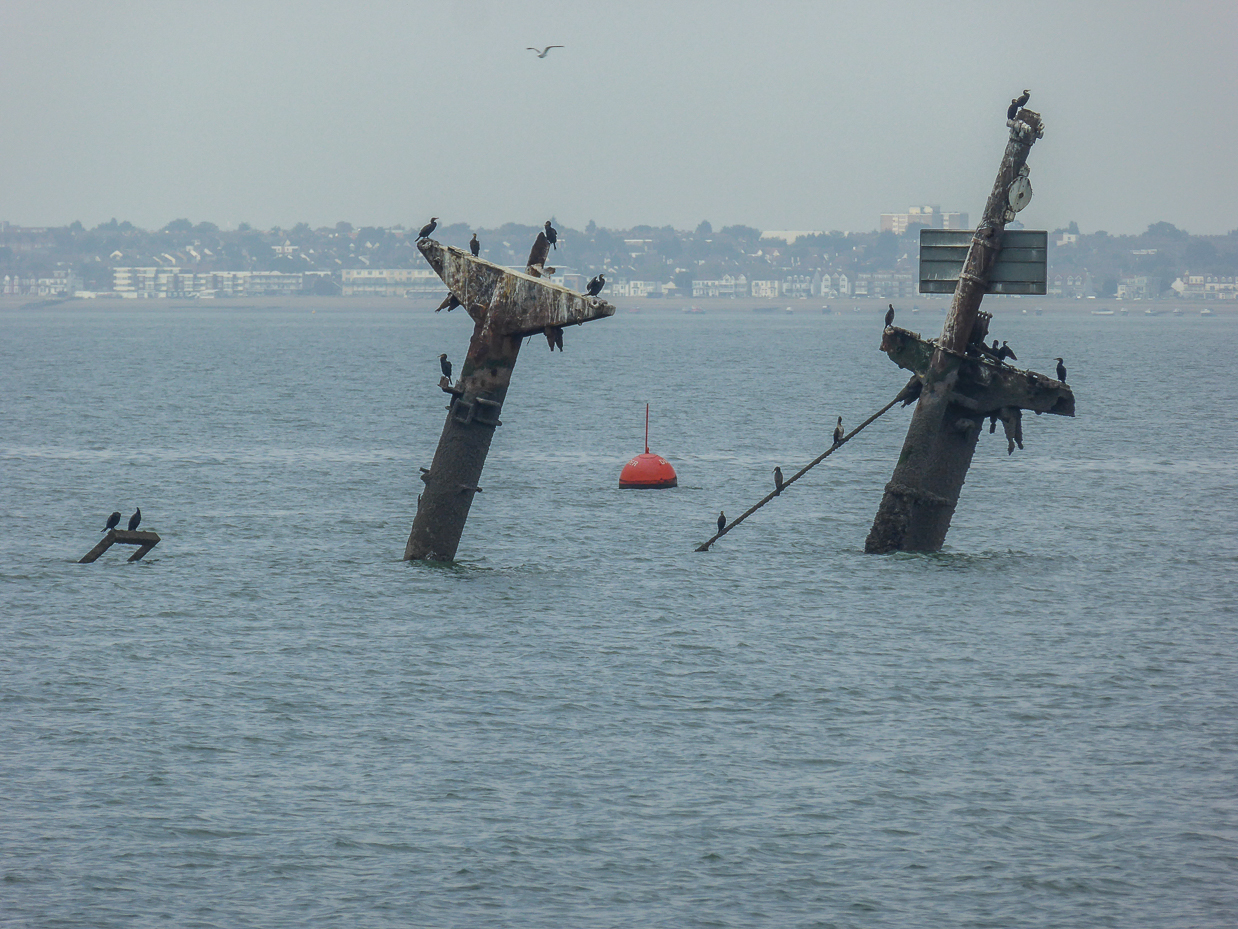
Uitstekende masten.

De SS Richard Montgomery was een Amerikaans vrachtschip dat tijdens de Tweede Wereldoorlog gezonken is in de monding van de Theems met een grote lading explosieven aan boord. Het wrak ligt op de Nore-zandbank bij Sheerness en draagt het risico dat de lading tot ontploffing zou komen.

## Bouw en missie
Aan het begin van de Tweede Wereldoorlog verloor Groot-Brittannië zoveel schepen aan U-boten, dat ze de Verenigde Staten om bijstand vroegen. Dit leidde tot het programma van gestandaardiseerde libertyschepen, waarvan er meer dan 2700 werd gebouwd. Snelheid stond daarbij voorop, duurzaamheid was van ondergeschikt belang. De SS Richard Montgomery was zo'n libertyschip, gefabriceerd op de scheepswerf van de St John's River Shipbuilding Company in Jacksonville. Ze had een laadruimte van 14.474 ton en een lengte van 134,5 meter. Na een constructietijd van 137 dagen werd ze op 29 juli 1943 opgeleverd. 
Als eerste opdracht voer de SS Richard Montgomery in augustus 1943 in konvooi van New York naar Liverpool. Een jaar later vatte ze onder koopvaardijkapitein Charles Wilkie een nieuwe overtocht aan, die haar laatste zou blijken te zijn. In augustus 1944 nam het schip op Hog Island bij Philadelphia 6.225 ton bommen en ontstekers aan boord, bedoeld voor de US Air Force in Cherbourg. Het eerste deel van de reis ging naar het Theems-estuarium, waar ze het anker uitgooide aan Sheerness Middle Sands, in afwachting van een ander konvooi richting Frankrijk. 

## Schipbreuk
De ankerplaats was het schip toegewezen door de post van Thames Naval Control op de kop van de pier van Southend. De toegewezen locatie was zeer krap voor de SS Richard Montgomery, die een wat grotere diepgang had dan andere libertyschepen. De beslissing van de havenmeester, waarnemend luitenant-commandant R.J.J. Walmsley, botste dan ook op bezwaar van zijn assistent, luitenant Roger Foley, die voorstelde te wisselen met een kleiner schip. Toen Walmsley bij zijn beslissing bleef, wilde Foley het bevel alleen communiceren als het op schrift werd gesteld. Zijn overste beschouwde dit als insubordinatie en liet Foley twee dagen later overplaatsen.
In de vroege ochtend van zondag 20 augustus begon de SS Richard Montgomery door sterke noordenwinden het anker te slepen en werd het schip op de Nore-zandbank gedreven. Nabije schepen zagen het gebeuren en waarschuwden vergeefs met hun sirenes. Om het gestrande schip te bevrijden hoopte men op het volgende hoogtij van 5 september, maar eerst kwam nog het aftrekkende tij, dat de scheepsromp deed kraken en knallen. Zich bewust van de gevaarlijke lading, liet kapitein Charles Wilkie de bemanning met reddingsboten evacueren naar Southend Pier.

## Berging
Voor de berging werd een beroep gedaan op de firma Watson & Gill. Een inspectie door Master-Stevedore T.P. Adams bracht aan het licht dat het schip geen water maakte. Op 23 augustus begonnen stuwadoors uit Rochester, geholpen door Amerikaanse zeelui, de lading te lossen met de laadbomen van het gestrande schip. De volgende dag ontstond een scheur in de scheepsromp en stroomde er water in de eerste twee ruimen. De druk die dit creëerde, zorgde ervoor dat het schip op 8 september doorknakte. Niettemin ging men door met het lossen van de explosieven en waren tegen 25 september de ruimen 4 en 5 leeggemaakt. De drie ruimen onder de waterspiegel werden opgegeven wegens te gevaarlijk. De andere reden was dat de Admiraliteit weigerde de risicopremie te betalen die de stuwadoors vroegen. Nochtans was het gevaar evident en was het wrak vlak voor het stopzetten van de bergingsoperatie zelfs door een Duits vliegtuig gebombardeerd. Vier bewakingsboten waren daarbij fataal getroffen, maar het wrak zelf gelukkig niet.

## Onderzoek
Een week na het aan de grond lopen van de SS Richard Montgomery werd een onderzoek ingesteld naar de verantwoordelijkheid. De onderzoekscommissie, voorgezeten door een Amerikaanse officier, vergaderde een zestal uren aan boord van het kreunende schip. Ze legde de schuld bij kapitein Wilkie, die aan het slapen was terwijl het schip afdreef, en bij de eerste stuurman, die hem niet had wakkergemaakt toen de naburige schepen hun sirenes lieten loeien. Beiden werden een jaar geschorst. Luitenant Foley werd niet uitgenodigd voor verhoor, havenmeester Walmsley werd niet verontrust.

## Risicobeheer
Het wrak ligt nog altijd zoals Watson & Gill het op 25 september 1944 heeft achtergelaten, in twee stukken op zo'n vijftien meter diepte. De drie masten zijn zichtbaar boven water en bij zeer laagtij ook de bovenkant van de brug. De locatie is grondig met boeien bebakend. In de exclusiezone, die met radar wordt bewaakt, mag geen enkel vaartuig komen. 200 m verder ligt de drukke vaarroute genaamd Medway Approach Channel. 
In de voorste drie ruimen bevindt zich nog steeds hoogexplosief materiaal: hoofdzakelijk bommen met TNT en ook met witte fosfor. Herhaaldelijk is bericht dat ontsnappende fosfor voor vlammetjes zorgde aan het wateroppervlak. Over de massa van de explosieven circuleren diverse schattingen; het gaat minstens om 1400 ton. Een deel van de lading is buiten het schip beland op de bodem.
Het wrak is eigendom van de Verenigde Staten. De Amerikaanse overheid bood in 1948 aan om de lading te verwijderen en in dieper water te dumpen, maar de Britse regering weigerde. Het volgende jaar verkochten de VS het wrak aan Philips Craft & Fishe met de bedoeling het te lichten, maar na drie jaar kochten ze het onverrichter zake terug.  In 1967 werd een nieuw aanbod tot verwijdering-dumping afgeslagen. 
In latere decennia werden jaarlijkse inspecties uitgevoerd door duikers en door moderne technologie. Het wrak ligt stabiel, maar de scheepsstructuur wordt gestaag aangetast. Volgens een onwaarschijnlijk geacht worstcasescenario, uitgewerkt in 1970, zou een ontploffing van alle aanwezige materiaal een waterkolom van drieduizend meter hoogte creëren en een tsunami die Sheerness zou overspoelen en het Isle of Grain met zijn petrochemische installaties. Iets verder ligt het exclusieve Thorpe Bay. Er wordt rekening gehouden met diverse manieren waarop de lading tot ontploffing zou kunnen komen: desintegratie van het schip, een accidentele aanvaring, een terroristische aanslag, chemische alteraties, ...
In 2020 bood de Britse overheid vijf miljoen pond aan de firma die de masten veilig kon verwijderen, omdat gevreesd werd voor instorting. Anno 2025 was de aanbesteding al drie keer uitgesteld wegens complicaties. Dat jaar werd ook een no-flyzone ingesteld boven het wrak.

## Voetnoten
1. ↑  (en) New no-fly zone put in place over bomb shipwreck. Kent Online (4 juni 2025). Geraadpleegd op 10 juni 2025.